# Palazzo Pomilio
Palazzo Pomilio, noto come Ex Aurum, è uno storico edificio di Pescara un tempo sede della distilleria produttrice del liquore Aurum.
Si trova nel quartiere Pineta, un quartiere progettato su aree bonificate all'inizio del XX secolo come stazione balneare alto borghese del vecchio comune di Pescara.

## Storia

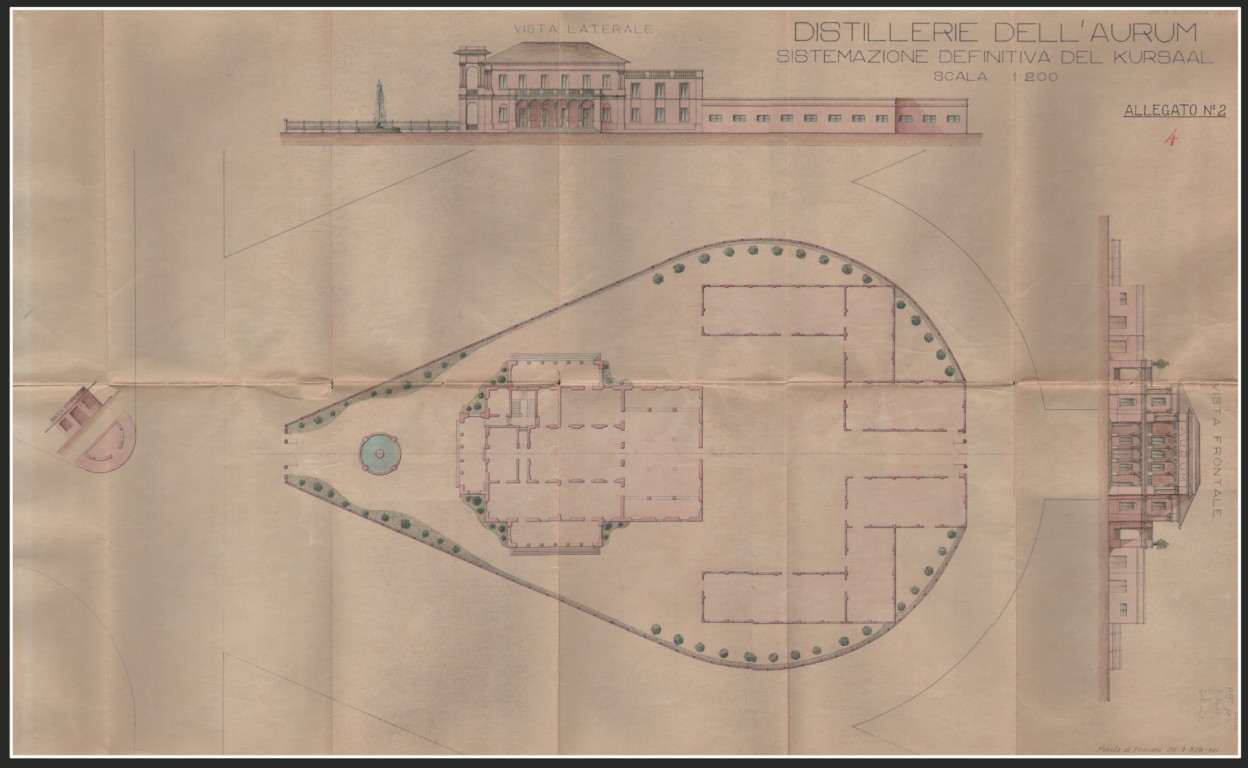
Planimetria del complesso Kursaal Pomilio, progettato da Antonino Liberi, prima dei lavori di ristrutturazione e ampliamento di Giovanni Michelucci. Pescara 26 settembre 1938

Il palazzo fu concepito nel 1910, originalmente, con il nome Kursaal, a scopo di stabilimento balneare pescarese per famiglie agiate, su progetto di Antonino Liberi. Negli anni Venti prese avvio il progetto della trasformazione della struttura in distilleria con progetto di Giovanni Michelucci, con l'idea di Gabriele D'Annunzio e dei fratelli Ottorino e Umberto Pomilio di creare il liquore Aurum.
La fabbrica ha una struttura a ferro di cavallo, con apertura dell'entrata a due braccia. Essendo stata completata negli anni Trenta, risente dell'influsso del fascismo, i cui stili si alternano tra il liberty e il neoclassico tipico dell'arte fascista. La struttura si trova presso la Riserva naturale di interesse provinciale Pineta Dannunziana.
La produzione dell'Aurum continuò fino agli anni Settanta, quando per la crisi degli anni di piombo, la distilleria fu costretta a chiudere i battenti. La sede dell'Aurum si trasferì a Città Sant'Angelo (poco distante dal capoluogo), e il vecchio edificio cadde in abbandono. Nel 2003 è stato recuperato e restaurato, con l'installazione all'interno di un museo dedicato alla storica produzione del liquore che prende il nome di "Aurum - La fabbrica delle idee". Durante il periodo di abbandono ha ospitato alcune edizioni di Fuori Uso, e in seguito al suo recupero è usato come museo e galleria d'arte contemporanea, nonché come sala convegni. Nel 2015 l'edificio ha ospitato i sorteggi per il calendario di calcio della Serie B 2015-2016, mentre nel 2017 è stato sede della presentazione dei calendari di calcio della Serie C 2017-2018.

## Descrizione
La struttura originaria dell'edificio è stata progettata da Antonino Liberi, ed a pianta rettangolare, con un loggiato a due ordini di arcate che si estende verso l'entrata. Le arcate sono in stile classico. La funzione originale dell'edificio doveva essere quella di polo culturale nel quartiere della pineta.
Il palazzo, con l'ampliamento degli anni Trenta progettato da Giovanni Michelucci, si è arricchito di un corridoio retrostante a ferro di cavallo, sempre arricchito da due ordini di logge. L'ordine del pianterreno però è ad arcate quadrangolari. La parte del palazzo che volge verso il cortile interno ha uno stile architettonico diverso, più moderno, intonacato di bianco. Spesso tale piazzale è usato per concerti.

## Archivio
Molti materiali d'archivio e pubblicitari dello stabilimento Aurum e dei liquori da esso prodotti sono conservati presso l'Archivio di stato di Pescara, avente sede nel palazzo, nel fondo Archivio storico del comune di Pescara.